# Pete Buttigieg
Pete Buttigieg, właśc. Peter Paul Montgomery Buttigieg (wym. [ˈpiːt ˈbuːtəˌdʒɛdʒ]; ur. 19 stycznia 1982 w South Bend) – amerykański polityk pochodzenia maltańskiego związany z Partią Demokratyczną. W latach 2012–2020 burmistrz South Bend, w latach 2021–2025 sekretarz transportu Stanów Zjednoczonych.

## Życiorys

### Młodość i edukacja
Urodził się 19 stycznia 1982 jako Peter Paul Montgomery Buttigieg w South Bend w stanie Indiana. Jego ojciec Joseph A. Buttigieg był profesorem filologii angielskiej i Maltańczykiem. Wyemigrował z Malty do Stanów Zjednoczonych, gdzie poślubił językoznawczynię Anne Montgomery, matkę Pete’a Buttigiega.
Ukończył liceum St. Joseph High School w South Bend. W 2004 zyskał Bachelor’s degree na Uniwersytecie Harvarda, kończąc tam historię i literaturę. W czasie studiów na Uniwersytecie Harvarda należał do Phi Beta Kappa Society. Dzięki stypendium Rhodes Scholarship w 2007 ukończył również studia podyplomowe z filozofii, politologii i ekonomii na Uniwersytecie Oksfordzkim. Po studiach w latach 2007–2010 był konsultantem w firmie McKinsey & Company.

### Kariera wojskowa
W latach 2009–2017 był oficerem wywiadu marynarki wojennej United States Navy. Od lutego do września 2014 służył jako oficer kontrwywiadu w Kabulu w Afganistanie. Za swoją służbę otrzymał Medal Pochwalny Joint Service Commendation Medal. Po zakończeniu służby miał już stopień porucznika.

### Burmistrz South Bend
W 2011 wygrał wybory na burmistrza miasta South Bend w stanie Indiana. Urząd objął 1 stycznia 2012. Według The Washington Post, był w tym czasie najmłodszym burmistrzem miasta o populacji powyżej 100 tysięcy osób w Stanach Zjednoczonych.
27 lutego 2013 nakazał sporządzenie raportu o tysiącu opuszczonych domostw. Do września 2015 ponad 1000 opuszczonych domostw w South Bend zostało zlikwidowanych lub przebudowanych. Jako burmistrz rozpoczął program o nazwie Smart Streets, w ramach którego ulice jednokierunkowe zostały przemienione na dwukierunkowe, a także stworzono nowe ścieżki rowerowe i chodniki. Za jego kadencji miasto przeznaczyło 50 milionów dolarów amerykańskich na rozwój parków, szlaków i infrastruktury przybrzeżnej na rzece St. Joseph River.
Był jednym z liderów stowarzyszeń burmistrzów Indiana Association of Cities and Towns, Truman National Security Project i United States Conference of Mayors.
5 stycznia 2017 wyraził chęć ubiegania się o stanowisko przewodniczącego Krajowego Komitetu Partii Demokratycznej. Zrezygnował kilka minut przed głosowaniem. 17 grudnia 2018 ogłosił, że nie zamierza ubiegać się o trzecią kadencję burmistrza South Bend.

### Wybory prezydenckie w 2020 roku
23 stycznia 2019 utworzył komitet badawczy, który miał zbadać jego szanse i zainteresowanie jego osobą w wyborach prezydenckich w Stanach Zjednoczonych w 2020 roku. 12 lutego w ramach kampanii wydał swój pamiętnik Shortest Way Home: One Mayor’s Challenge and a Model for America’s Future. Po pozytywnym odbiorze oficjalnie rozpoczął swoją kampanię wyborczą i 14 kwietnia ogłosił swój udział w prawyborach prezydenckich Partii Demokratycznej. 26 kwietnia podjął decyzję o nieprzyjmowaniu darów na kampanię wyborczą od lobbystów i zwrócił dotychczasowo zebrane od nich pieniądze – ponad 30 tysięcy dolarów amerykańskich od 39 osób.
Swoimi sztandarowymi postulatami uczynił między innymi reformę Sądu Najwyższego i systemu wyborczego, w tym wprowadzenie bezpośrednich wyborów na prezydenta.
W pierwszym głosowaniu powszechnym, w stanie Iowa, zdobył drugi najlepszy wynik po Berniem Sandersie. Jednak wygrał w większości okręgów i tym samym zdobył o jednego delegata więcej. W kolejnym głosowaniu, w New Hampshire, Sanders ponownie otrzymał najwięcej głosów. Tym razem obu kandydatom przypadło tyle samo dodatkowych delegatów. Po kolejnych głosowaniach w Nevadzie i Karolinie Południowej znalazł się na trzecim miejscu, za Joem Bidenem i Berniem Sandersem, pod względem liczby pozyskanych delegatów i głosów powszechnych. 1 marca 2020 publicznie ogłosił wycofanie swojej kandydatury.

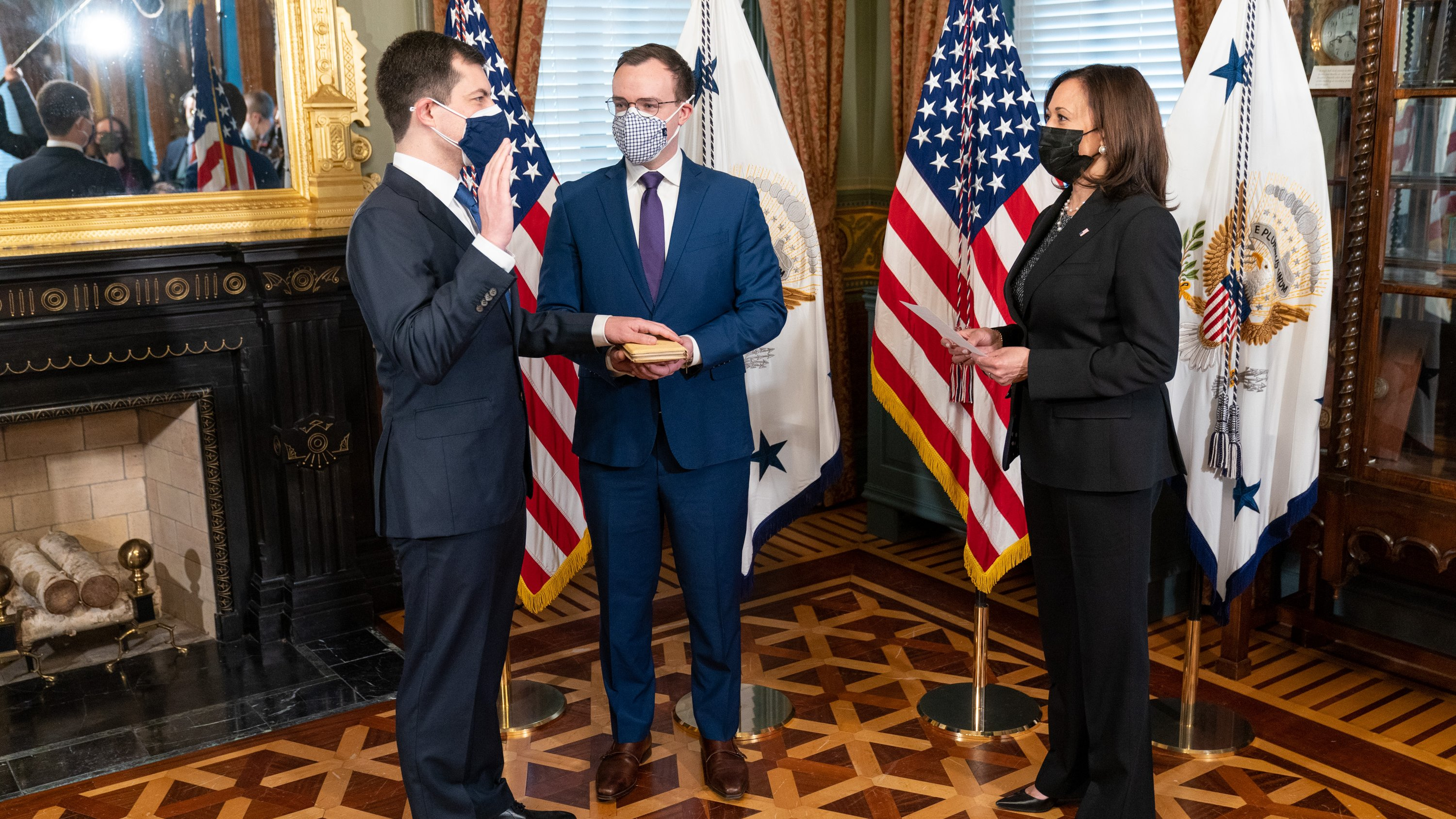
Pete Buttigieg (pierwszy z lewej) podczas zaprzysiężenia na stanowisko sekretarza transportu

### Sekretarz transportu Stanów Zjednoczonych
15 grudnia 2020 Joe Biden nominował Pete’a Buttigiega na stanowisko sekretarza transportu Stanów Zjednoczonych. 2 lutego 2021 Senat Stanów Zjednoczonych stosunkiem głosów 86–13 zatwierdził nominację Buttigiega na to stanowisko. Następnego dnia został zaprzysiężony, stając się pierwszym w historii Stanów Zjednoczonych otwarcie homoseksualnym mężczyzną pełniącym funkcję członka gabinetu.

## Życie prywatne
Jest zdeklarowanym anglikaninem. Należy do Kościoła Episkopalnego.
Jest otwarcie zdeklarowanym gejem. Dokonał coming outu 16 czerwca 2015 na łamach gazety „South Bend Tribune”. Miało to miejsce w czasie ubiegania się o drugą kadencję burmistrza South Bend, niespełna 2 tygodnie przed zalegalizowaniem małżeństw osób tej samej płci w całym państwie.
16 czerwca 2018 w Katedrze Episkopalnej św. Jakuba poślubił nauczyciela w liceum, Chastena Glezmana Buttigiega, którego poznał przez aplikację Hinge. Mieszkają z dwoma psami o imionach Buddy i Truman.
Jest poliglotą. Zna języki: angielski, norweski, hiszpański, włoski, maltański, arabski, dari i francuski. Norweskiego nauczył się specjalnie po to, by czytać dzieła pisarza Erlenda Loe w oryginalnym języku.
Gra na gitarze i na pianinie. Występował w miejskiej orkiestrze symfonicznej South Bend Symphony Orchestra.
17 sierpnia 2021 poinformował, że wraz z mężem zostali rodzicami (dzięki pomocy matki zastępczej) bliźniąt – Penelope Rose i Josepha Augusta Buttigiega.